# Saint-Sauveur-sur-École
 Saint-Sauveur-sur-École  es una población y comuna francesa, en la región de Isla de Francia, departamento de Sena y Marne, en el distrito de Melun y cantón de Perthes.

## Demografía
| 331 | 289 | 445 | 775 | 968 | 1048 |
| Para los censos de 1962 a 1999 la población legal corresponde a la población sin duplicidades (Fuente: INSEE [Consultar]) |     |     |     |     |      |